# Kauhajoen Karhu
Kauhajoen Karhu was een Finse basketbalclub uit Kauhajoki die tot in 2017 uitkwam in de Korisliiga.

## Geschiedenis
De omnisport vereninging Kauhajoen Karhu werd in 1910 opgericht en later ook de basketbalafdeling. Voor het jaar 2000 speelde de club in de regionale afdelingen onder de naam Kauhajoen Pesukarhut (vertaald: wasberen). De club promoveerde in 2000 naar de Koripallon I-divisioona (tweede klasse) en veranderde de naam naar Kauhajoen Karhu zoals ook de club heette. 
In 2007 promoveerde de club voor een eerste keer naar de hoogste klasse maar aan het eind van het seizoen degradeerden ze opnieuw. Het seizoen erop dwongen ze opnieuw promotie af naar de hoogste klasse. Tot in 2017 eindigde de club vaak in de middenmoot. In 2017 werd de profafdeling afgesplitst van de rest van de club en ging verder onder Karhu Basket.

## Coaches
- Greg Gibson (2003-2009)
- Timo Hakamaa (2009-2010)
- Ari Tammivaara (2010-2014)
- Sami Toiviainen (2014-2017)

## Bekende (oud)-spelers
| - Greg Gibson |